# James Edwards (attore)
James Edwards, all'anagrafe James Johnson Edwards (Muncie, 6 marzo 1918 – San Diego, 4 gennaio 1970), è stato un attore statunitense.

## Biografia
Laureato in psicologia al Knoxville College nel Tennessee, frequentò successivamente la Northwestern University, dove conseguì un master in recitazione. Mentre era iscritto alla Northwestern, partecipò a produzioni studentesche e a rappresentazioni nell'ambito del Federal Theater Project.
Dopo il servizio militare durante la seconda guerra mondiale nell'esercito degli Stati Uniti, apparve sui palcoscenici di New York interpretando il ruolo di un eroe di guerra nella commedia Deep Are the Roots. Nel corso della sua carriera di attore, Edwards interpretò in più di un'occasione ruoli di soldati afroamericani, in film come Odio (1949), Corea in fiamme (1951), Vittoria sulle tenebre (1951), Inno di battaglia (1957), Uomini in guerra (1957), 38º parallelo: missione compiuta (1959).
Altri ruoli importanti furono quelli nel noir Rapina a mano armata (1956) di Stanley Kubrick (1956) e in Va' e uccidi (1962) di John Frankenheimer.
Edwards apparve in numerose serie televisive durante gli anni sessanta, tra le quali Peter Gunn (1960), Il fuggiasco (1963), La legge di Burke, Dottor Kildare (1965) e Mannix (1969), prima della sua prematura morte per un attacco di cuore nel 1970, all'età di 51 anni.
La sua ultima apparizione sul grande schermo fu nel ruolo di assistente personale del generale George S. Patton, il sergente maggiore William George Meeks, nel film Patton, generale d'acciaio (1970).

## Filmografia parziale

### Cinema
- Odio (Home of the Brave), regia di Mark Robson (1949)
- Stasera ho vinto anch'io (The Set-Up), regia di Robert Wise (1949)
- Corea in fiamme (The Steel Helmet), regia di Samuel Fuller (1951)
- Vittoria sulle tenebre (Bright Victory), regia di Mark Robson (1951)
- Il membro del matrimonio (The Member of the Wedding), regia di Fred Zinnemann (1952)
- The Joe Louis Story, regia di Robert Gordon (1953)
- L'ammutinamento del Caine (The Caine Mutiny), regia di Edward Dmytryk (1954)
- Sos polizia coloniale (African Manhunt), regia di Seymour Friedman (1955)
- I sette ribelli (Seven Angry Men), regia di Charles Marquis Warren (1955)
- La città del vizio (The Phenix City Story), regia di Phil Karlson (1955)
- Rapina a mano armata (The Killing), regia di Stanley Kubrick (1956)
- Uomini in guerra (Men in War), regia di Anthony Mann (1957)
- Inno di battaglia (Battle Hymn), regia di Douglas Sirk (1957)
- Fräulein, regia di Henry Koster (1958)
- Tarzan e lo stregone (Tarzan's Fight for Life), regia di H. Bruce Humberstone (1958)
- Anna Lucasta la ragazza che scotta (Anna Lucasta), regia di Arnold Laven (1958)
- Questa è la mia donna (Night of the Quarter Moon), regia di Hugo Haas (1959)
- 38º parallelo: missione compiuta (Pork Chop Hill), regia di Lewis Milestone (1959)
- Va' e uccidi (The Manchurian Candidate), regia di John Frankenheimer (1962)
- Castelli di sabbia (The Sandpiper), regia di Vincente Minnelli (1965)
- L'uomo dalla cravatta di cuoio (Coogan's Bluff), regia di Don Siegel (1968)
- Patton, generale d'acciaio (Patton), regia di Franklin J. Schaffner (1970)

### Televisione
- TV Reader's Digest – serie TV, episodio 1x22 (1955)
- General Electric Theater – serie TV, episodio 3x15 (1955)
- The Star and the Story – serie TV, episodio 1x05 (1955)
- Navy Log – serie TV, episodio 1x02 (1955)
- Climax! – serie TV, episodio 4x24 (1958)
- Peter Gunn – serie TV, episodio 2x23 (1960)
- Going My Way – serie TV, episodio 1x25 (1963)
- Assistente sociale (East Side/West Side) – serie TV, episodio 1x11 (1963)
- The Nurses – serie TV, episodio 2x20 (1964)
- La legge di Burke (Burke's Law) – serie TV, episodi 3x16-3x17 (1966)
- Il virginiano (The Virginian) – serie TV, episodio 7x11 (1968)
- The Outsider – serie TV, episodi 1x10-1x11 (1968)
- Sui sentieri del West (The Outcasts) – serie TV, episodio 1x07 (1968)

## Doppiatori italiani
- Emilio Cigoli in Corea in fiamme
- Giulio Panicali in Vittoria sulle tenebre
- Gianfranco Bellini in La città del vizio
- Nando Gazzolo in Rapina a mano armata
- Pino Locchi in Inno di battaglia, Va' e uccidi
- Sergio Graziani in 38º parallelo: missione compiuta
- Renato Turi in Castelli di sabbia